# (6951) 1985 DW1
A (6951) 1985 DW1 a Naprendszer kisbolygóövében található aszteroida. Henri Debehogne fedezte fel 1985. február 16-án.